# Trichosia mastersi
Trichosia mastersi är en tvåvingeart som beskrevs av Frederick Askew Skuse 1888. Trichosia mastersi ingår i släktet Trichosia och familjen sorgmyggor. Inga underarter finns listade i Catalogue of Life.